# Ambroży Grimaldi
Ambroży Grimaldi (fr. Ambrosio Grimaldi/wł. Ambrogio Grimaldi; ur. zapewne przed 1380, zm. w 1422 lub 1433) – senior Monako od 5 czerwca 1419 do 1427 roku, najstarszy syn Rainiera II Grimaldi i Isabeli Asinari. Rozpoczął panowanie po odkupieniu terenów od Republiki Genui, która zajęła je w 1402. Panował razem z braćmi Antonim (zm. 1427) oraz Janem I; rządzili oni rotacyjnie, zmieniając władcę zwierzchniego co rok. Prawdopodobnie w 1427 roku Jan postanowił przejąć całkowitą kontrolę nad Monako, spłacając swoich braci i nadając im Mentonę (Ambrożemu) i Roquebrune (Antoniemu). Antoni zmarł jednak jeszcze w tym samym roku, a Jan po dwóch latach sprzedał Monako władcy Mediolanu i Genui Filippo Marii Viscontiemu. Ambroży nie pozostawił po sobie dzieci, prawdopodobnie też nie był żonaty.